# Asperula diminuta
Asperula diminuta är en måreväxtart som beskrevs av Michail Klokov. Asperula diminuta ingår i släktet färgmåror, och familjen måreväxter. Inga underarter finns listade i Catalogue of Life.